# .yt
.yt — в Інтернеті, національний домен верхнього рівня (ccTLD) для Майотти.